# مانوئل بولستلر
مانوئل بولستلر (انگلیسی: Manuel Bölstler؛ زادهٔ ۲۶ آوریل ۱۹۸۳) بازیکن فوتبال اهل آلمان است.
از باشگاه‌هایی که در آن بازی کرده‌است می‌توان به باشگاه فوتبال کامبور، باشگاه فوتبال هاپوئل کفار سابا، باشگاه فوتبال آرمینیا بیله‌فلد، باشگاه فوتبال قوت-وایس ارفورت، باشگاه فوتبال کارلسروهه، باشگاه فوتبال روت وایس اهلن، باشگاه فوتبال روت‌وایس اسن، باشگاه فوتبال دارمشتات ۹۸، و باشگاه فوتبال اشتوتگارت اشاره کرد.